# Piranhas (Alagoas)
Piranhas is een gemeente in de Braziliaanse deelstaat Alagoas. De gemeente telt 25.107 inwoners (schatting 2009).

## Geboren in Piranhas
- Gilberto (1989), voetballer